# Га-Шомер га-цаїр

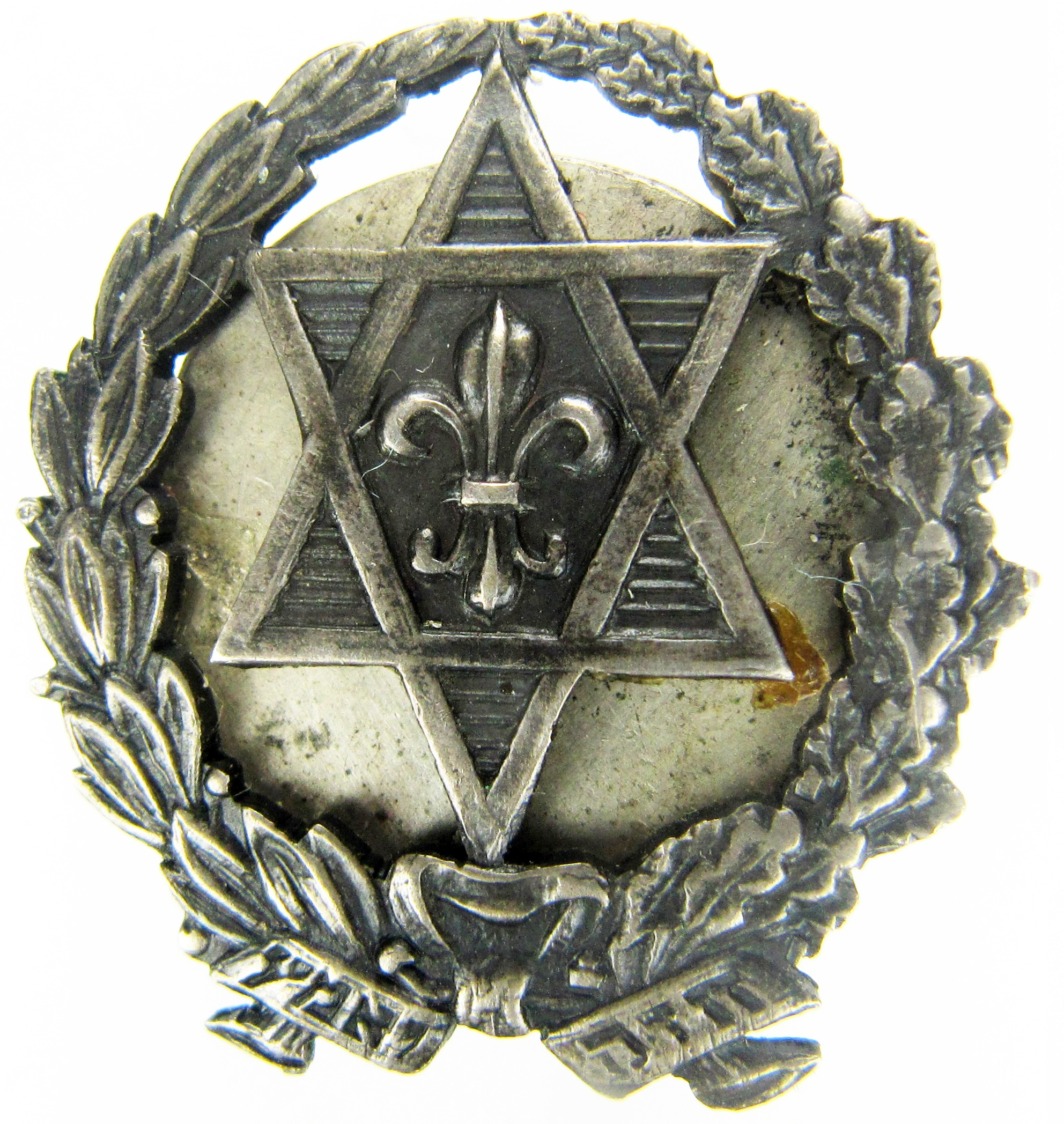
Знак організації Га-Шомер га-цаїр. Початок ХХ століття. Колекція Національного музею історії України.

«Га-Шомер га-цаїр» (івр. השומר הצעיר, «Юний страж») — міжнародна єврейська молодіжна організація, заснована у Відні в 1916 році.

## Організація в СРСР
«га-Шомер га-цаїр» — дитячо-юнацька єврейська спортивно-скаутська організація в СРСР. Діяла в 1920-их роках. До неї входили діти й молодь віком від 8 до 21 року. В організації існував поділ на вікові групи. Місцеві загони-легіони підпорядковувалися окружному штабові. Таких штабів на території СРСР спочатку було 5, з них 3 розміщувалися в УСРР (Київський, Одеський та Кременчуцький), згодом виник ще один — Харківський. Центральний штаб перебував у Москві. 
По суті, діяли дві організації «га-Шомер га-цаїр»: «червона» (підтримувала Сіоністсько-соціалістичну спілку молоді) та «біло-блакитна» (підтримувала Єдину всеросійську організацію сіоністської молоді). Найчисленніші легіони були в містах Кременчук, Одеса, Київ. В УСРР налічувалося близько 8 тис. членів «червоного» та 2—3 тис. «біло-блакитного». Як і більшість єврейських молодіжних організацій, самоліквідувалася в 2-й половині 1920-их років.